# Historie cestovního ruchu ve Slavonicích
Historie cestovního ruchu ve Slavonicích se započala odvíjet se vznikem místního Okrašlovacího spolku (Verschönerungsverein Zlabings).

## Rakousko-Uhersko
Organizovaná turistika (1869 založen Rakouský turistický klub/Österreichischer Touristenklub, zkr.ÖTK) a rozvíjení cestovního ruchu v Podyjí se přes Znojmo (1882 založena znojemská sekce ÖTK) šířila nejprve do letoviska Vranova (1906 místní skupina Zemského svazu pro povzbuzení cizineckého ruchu na Moravě a Slezsku/Ortsgruppe des Landesverbandes für Fremdenverkehr in Mähren und Schlesien), potom i do Frejštejna (nyní Podhradí nad Dyjí) a Slavonic. 
Hlavním cílem znojemského odboru ÖTK bylo zpřístupnění Podyjí široké veřejnosti a vybudování turistické infrastruktury, dále vydávání průvodců, map a nafocení pohlednic. V roce 1911 si německý brněnský a znojmský turistický spolek mezi sebou rozdělily správu podyjské oblasti. V kompetenci znojemské sekce ÖTK zůstalo území na východ a jih od Vranova (se Šumvaldem a Vranovskou Vsí a od Hardeku směrem na Znojmo). Spolek německých turistů z Brna/Verein deutscher Touristen in Brünn si vzal na starost území od Vranova na západ.
Zemský svaz pro povzbuzení cizineckého ruchu na Moravě a ve Slezsku (vedení sídlilo ve Vídni V./I., Hartmanngasse 13) se zasazoval o rozvoj potřebné infrastruktury (letovisk, ubytování, dostupnost skrze železniční a silniční síť, elektrifikaci, vybudování telefonní sítě), vydával publikace a časopisy („Der Fremdenverkehr”, „Illustrierter Wegweiser durch die österreichischen Kurorte, Sommerfrischen und Winterstationen”). Jeho první putovní schůze se konala v roce 1909 ve Vranově, kde se slavil v roce 1913 též „I. Den cizineckého ruchu” (Fremdenverkehrstag) pro jižní Moravu a Podyjí. Slavonickým delegátem byl tehdy lékárník Johann Prochaska. 
V roce 1907 se ve Slavonicích konstituoval „Okrašlovací spolek“ (Verschönerungsverein), který ve spolupráci s městskou radou začal plánovat ozelenění města, výstavbu turistických stezek a promenád po okolí, město učinilo též první kroky k elektrifikaci. V roce 1908 město navštívilo kolem 100 turistů, z toho 18 osob využilo ubytování. Velkolepé plány města nakonec přerušila 1. světová válka.

## Československá republika
Turistika v Podyjí spadala pod německý turistický klub „Deutscher Touristenklub“ se sídlem ve Znojmě, soustředěný pod „Ústředním svazem německých horolezeckých a turistických spolků v Československé republice“ (Hauptverband deutscher Gebirgs- und Wandervereine in der Tschechoslowakischen Republik, zkratka HDGW). Od roku 1927 se na cestovních ruchu podílel též dolnorakouský „Svaz pro cestovní ruh v Podyjí“ (Fremdenverkehrsverband für das Thayatal) se sídlem v Raabsu an der Thaya, jehož členy se stala československá podyjská letoviska Znojmo, Vranov, Frejštejn a Slavonice. Československá sekce dolnorakouského svazu sídlila ve Znojmě na Mariánském náměstí čp. 8.
V roce 1912 založené „Živnostenské družstvo hostinských a výčepních pro Slavonice a okolí“ (Fachgenossenschaft des Gast- und Schankgewerbes für Zlabings u. Umgebung) se stalo místní skupinou „Říšského svazu německých hostinských družstev v Československé republice“ se sídlem v Liberci (Reichsverband der deutschen Gastwirte-Genossenschaften in der Tschechoslowakischen Republik) a zemského moravského svazu v župě Jižní Morava (Gau Südmähren, Landesverband Mähren). V roce 1927 čítala místní skupina 46 členů.
| Název provozu | Jméno majitele       | Tel.  | Pokoje | Postele | Topení     | Osvětlení    | Tek. voda | Garáže | Naj. služeb. |
| ------------- | -------------------- | ----- | ------ | ------- | ---------- | ------------ | --------- | ------ | ------------ |
| Restaurace    | Franz Grossmann      | Pošta | 3      | 6       | topný olej | jiné než el. | Ne        | Ne     | Ne           |
| Restaurace    | Adolf Kowarsch       | Ne    | 5      | 12      | topný olej | jiné než el. | Ne        | Ne     | Ano          |
| Restaurace    | Leopold Österreicher | Ne    | 5      | 8       | topný olej | jiné než el. | Ne        | Ne     | Ne           |
| Restaurace    | Franz Plach          | Pošta | 1      | 3       | topný olej | jiné než el. | Ne        | Ne     | Ne           |
| Hotel         | Franz Stark          | Pošta | 11     | 16      | topný olej | jiné než el. | Ne        | Ano    | Ano          |